# 산가크
산가크(페르시아어: سنگک) 또는 산가크 난(페르시아어: نان سنگک 나네 산가크)은 평평하고 직사각형 모양 또는 삼각형 모양인 이란의 통밀 납작빵이다.
산가크의 이름 중 산은 페르시아어로 돌을 뜻하며 아크는 "작은"이라는 뜻을 가지고 있다. 용어 "산가크"를 직역하면 "작은 돌"이라는 뜻이 된다. 이 이름은 오븐 안에 작은 돌들을 올려놓고 그 위에서 굽는 관습에서 유래한 것이다. 이란 빵집에서 팔리는 산가크에는 두 가지 종류가 있다. 첫 번째는 토핑이 올려져 있지 않은 산가크인데 가격이 비싸지 않아 서민층이 주로 찾는다. 토핑이 올려진 산가크는 더 비싸고 양귀비 씨나 참깨가 뿌려진다.
카아크라고 불리는 비슷한 종류의 빵은 이웃하고 있는 파키스탄의 발루치스탄 지방에서 유명하다. 카아크는 주로 구운 양고기나 닭고기와 같이 제공되며 산가크가 이란의 많은 지방에서 주식인 것과 비슷하게 카아크는 파키스탄의 일부 부분에서 주식이다.

## 역사

Sanggak

산가크의 시작은 사산 왕조 페르시아 군대에서 군용 식량으로 빵을 만든 것으로부터 시작된다. 얼마 지나지 않아 이 빵은 페르시아 국민들에게 알려졌으며 사산조 페르시아가 멸망한 후에도 산가크는 계속 만들어졌다. 산가크가 처음 기록에 언급된 것은 11세기 정도였다. 중세 시대 후반에 이르자 산가크는 많은 사람들에게 알려졌으며 중세가 끝날 때까지만 하더라도 산가크는 군용 식량으로 특히 각광받았다. 전통적으로 산가크는 "산가크 오븐"이라는 전용 오븐에 구워졌으며 양고기로 만든 케밥과 같이 섭취되었다.

## 같이 보기
- 바르바리
- 납작빵
- 라바시
- 타프툰